# Kim Min-jae
Kim Min-jae (김민재?, Gim Min-jaeLR; Tongyeong, 15 novembre 1996) è un calciatore sudcoreano, difensore del Bayern Monaco e della nazionale sudcoreana.

## Biografia
Entrambi i genitori sono stati degli atleti, mentre il fratello ha giocato a calcio (nel ruolo di portiere) per la squadra dell'università privata Myongi.
Dopo essersi diplomato nel 2015, ha studiato per due anni economia aziendale all'Università Yonsei, corso che poi ha abbandonato in favore della carriera come calciatore professionista.
Nel 2021 ha donato 50 milioni di won sudcoreani (corrispondenti a circa 37 mila euro) alla Purme Foundation, associazione impegnata nel sostegno dei bambini disabili in tutta la Corea del Sud. In virtù di tale gesto, è stato nominato ambasciatore dell'organizzazione.

## Caratteristiche tecniche
Soprannominato The Monster (il mostro), è un difensore centrale dal fisico imponente, noto per il suo stile di gioco duro e ruvido. Di piede destro, risulta abile sia in fase di impostazione, data la sua buona tecnica di base e la tendenza ad avanzare palla al piede, sia in fase di marcatura. Nonostante l'altezza, che pure gli consente di affrontare molti duelli aerei, ha dimostrato anche delle notevoli doti atletiche, che lo avvantaggiano nei recuperi e nelle coperture difensive.
Considerato uno dei migliori talenti del panorama calcistico asiatico, ha dichiarato di ispirarsi a Sergio Ramos.

## Carriera

### Club

#### Gli inizi
Nato a Tongyeong, nella provincia sudcoreana del Gyeongsang, inizia a giocare a livello scolastico, passando per le squadre della Technical High School di Suwon (in cui aveva già mosso i primi passi Park Ji-sung) e dell'Università Yonsei. Nel 2016, anche a causa di intoppi che gli impediscono di unirsi a una squadra professionistica nazionale, viene ingaggiato a titolo gratuito dal Gyeongju KHNP, con cui esordisce nella Korean National League, terza serie (semi-professionistica) del campionato sudcoreano.
L'anno seguente il difensore passa al Jeonbuk Hyundai, squadra della massima serie coreana. Con i Greens diventa subito titolare, grazie alla fiducia accordatagli dall'allenatore Choi Kang-hee, e si afferma come uno dei migliori difensori della K League. In due anni colleziona tre reti in sessanta partite complessive, vincendo due campionati consecutivi e due riconoscimenti come Miglior giovane del campionato. Con il Jeonbuk, il centrale ha anche modo di disputare la AFC Champions League nel 2018.

#### Beijing Guoan
Il 4 luglio 2019 il Beijing Guoan, società militante nella massima serie cinese, comunica l'acquisto del calciatore. Con la squadra della capitale si impone immediatamente come uno dei migliori difensori della Super League: tali prestazioni catturano l'interesse di alcuni club europei, tra cui il Tottenham, fortemente intenzionato ad acquistare il difensore sudcoreano. Nel maggio 2020, a fronte di un corrispettivo di 15 milioni di euro, gli inglesi trovano di fatto un accordo con il Beijing, che però non si conclude per motivi burocratici.
Inoltre, nello stesso periodo, il giocatore rilascia un'intervista controversa a un portale YouTube sudcoreano, durante la quale critica lo stile di gioco di alcuni compagni di squadra (fra cui Yu Dabao) e i metodi di allenamento del tecnico Bruno Génésio. Nonostante il giocatore si sia poi scusato ufficialmente il giorno seguente all'intervista, le sue affermazioni sono una delle ragioni del progressivo deterioramento del suo rapporto con la società, che lo schiera solo due volte nel corso della stagione 2021 e non gli permette di unirsi alla nazionale sudcoreana, di cui avrebbe dovuto rappresentare un membro fuori-quota, in occasione delle Olimpiadi di Tokyo.

#### Fenerbahçe
Il 13 agosto 2021 Kim firma quindi un contratto quadriennale con il Fenerbahçe; la squadra turca versa nelle casse del Beijing circa 4 milioni di euro. Il difensore debutta in campionato nove giorni dopo, giocando da titolare la gara della prima giornata vinta contro l'Antalyaspor (2-0). Il 16 settembre seguente, invece, esordisce in UEFA Europa League, in occasione del match pareggiato 1-1 con l'Eintracht Francoforte. Il 20 marzo 2022, infine, realizza la sua unica rete stagionale ai danni del Konyaspor. Grazie all'ottimo rendimento dimostrato, a fine campionato viene inserito nella Squadra dell'anno della Süper League.

#### Napoli
Il 27 luglio 2022 viene ufficializzato il suo trasferimento al Napoli per 19,5 milioni di euro. Sceglie di indossare la maglia numero 3. Fa il suo esordio da titolare con i partenopei il 15 agosto seguente, in occasione della vittoria per 5-2 in casa del Verona, valida per la prima giornata di campionato. Sigla la sua prima marcatura italiana nella giornata successiva, fissando il punteggio sul definitivo 4-0 nel match casalingo contro il Monza. Il 7 settembre, invece, debutta in UEFA Champions League, contribuendo alla vittoria dei partenopei per 4-1 ai danni del Liverpool. Grazie all'ottimo rendimento di inizio stagione, viene premiato come miglior calciatore del mese di settembre dalla Lega Serie A e come MVP del mese di ottobre dall'AIC. Con il Napoli si aggiudica lo scudetto nell'annata dell'esordio nel campionato italiano, venendo inoltre nominato come miglior difensore del torneo. La sua avventura in azzurro, tuttavia, termina dopo appena una stagione.

#### Bayern Monaco
Il 18 luglio 2023 viene acquistato a titolo definitivo dal Bayern Monaco, in seguito al pagamento della clausola rescissoria, pari a 57 milioni di euro. Nell'occasione diventa il calciatore asiatico più costoso di sempre (battendo il precedente record di Shōya Nakajima), nonché il secondo giocatore sudcoreano a vestire la maglia del club bavarese, dopo Jeong Woo-yeong. Fa il suo esordio il 12 agosto seguente, subentrando a Matthijs de Ligt nel secondo tempo della finale di Supercoppa di Germania, persa dal Bayern contro il RB Lipsia (0-3). Il successivo 6 settembre viene incluso nella lista dei 30 candidati al Pallone d'oro, classificandosi infine al 22º posto.

### Nazionale

#### Nazionali giovanili
Dopo aver indossato la maglia della nazionale Under-20 sudcoreana, Kim rappresenta anche la nazionale Under-23, con cui vince la medaglia d'oro ai Giochi asiatici del 2018 in Indonesia: grazie a questo risultato, il difensore, così come tutto il resto della selezione sudcoreana, ottiene l'esenzione dal servizio militare in patria, altrimenti obbligatorio per tutti i giovani adulti.

#### Nazionale maggiore
Nell'agosto del 2017, Kim viene convocato per la prima volta in nazionale maggiore dall'allora commissario tecnico Shin Tae-yong, in vista delle ultime due partite di qualificazione al Mondiale del 2018 contro Iran e Uzbekistan. Debutta quindi con i Taegeuk Warriors il 31 agosto seguente, partendo da titolare nel primo dei due match, conclusosi sullo 0-0. Confermato anche per l'incontro con l'Uzbekistan, il centrale contribuisce ad un altro pareggio a reti inviolate, che permette così alla Corea del Sud di ottenere la qualificazione diretta al Mondiale in Russia. Tuttavia, a causa di un infortunio al perone riportato in campionato nel maggio del 2018, Kim non riesce a prendere parte alla fase finale del torneo.
All'inizio del 2019, invece, viene incluso dal nuovo CT Paulo Bento nella rosa dei convocati per la Coppa d'Asia negli Emirati Arabi Uniti. L'11 gennaio seguente segna la sua prima rete in nazionale maggiore, decidendo l'incontro della fase a gironi con il Kirghizistan. Si ripete cinque giorni più tardi, andando a segno contro la Cina e contribuendo alla vittoria per 2-0. Il percorso della nazionale sudcoreana nel torneo si arresta poi ai quarti di finale, per mano dei futuri campioni del Qatar (0-1). Ciò nonostante, il difensore viene incluso nella formazione ideale della rassegna continentale.
Nel dicembre dello stesso anno Kim partecipa alla Coppa dell'Asia orientale, di cui la Corea del Sud è il paese ospitante (le gare della fase finale si giocano a Pusan), aggiudicandosi infine la vittoria.
Nel novembre del 2022 viene incluso nella rosa sudcoreana partecipante al campionato del mondo 2022 in Qatar. Durante tale competizione scende in campo in tre delle quattro partite disputate dalla Corea del Sud, eliminata agli ottavi di finale per mano del Brasile.

## Statistiche

### Presenze e reti nei club
Statistiche aggiornate al 20 dicembre 2024.
| Stagione               | Squadra                | Campionato             | Campionato | Campionato | Coppe nazionali | Coppe nazionali | Coppe nazionali | Coppe continentali | Coppe continentali | Coppe continentali | Altre coppe | Altre coppe | Altre coppe | Totale | Totale |
| Stagione               | Squadra                | Comp                   | Pres       | Reti       | Comp            | Pres            | Reti            | Comp               | Pres               | Reti               | Comp        | Pres        | Reti        | Pres   | Reti   |
| ---------------------- | ---------------------- | ---------------------- | ---------- | ---------- | --------------- | --------------- | --------------- | ------------------ | ------------------ | ------------------ | ----------- | ----------- | ----------- | ------ | ------ |
| 2016                   | Gyeongju KHNP          | KNL                    | 17         | 0          | -               | -               | -               | -                  | -                  | -                  | -           | -           | -           | 17     | 0      |
| 2017                   | Jeonbuk Hyundai        | KL1                    | 29         | 2          | CCS             | 1               | 0               | -                  | -                  | -                  | -           | -           | -           | 30     | 2      |
| 2018                   | Jeonbuk Hyundai        | KL1                    | 19+4       | 1+0        | CCS             | 1               | 0               | ACL                | 6                  | 0                  | -           | -           | -           | 30     | 1      |
| Totale Jeonbuk Hyundai | Totale Jeonbuk Hyundai | Totale Jeonbuk Hyundai | 52         | 3          |                 | 2               | 0               |                    | 6                  | 0                  |             | -           | -           | 60     | 3      |
| 2019                   | Beijing Guoan          | CSL                    | 26         | 0          | CC              | 2               | 0               | ACL                | 6                  | 0                  | -           | -           | -           | 34     | 0      |
| 2020                   | Beijing Guoan          | CSL                    | 11+6       | 0          | CC              | -               | -               | ACL                | 6                  | 0                  | -           | -           | -           | 23     | 0      |
| apr. 2021              | Beijing Guoan          | CSL                    | 2          | 0          | CC              | 0               | 0               | ACL                | 0                  | 0                  | -           | -           | -           | 2      | 0      |
| Totale Beijing Guoan   | Totale Beijing Guoan   | Totale Beijing Guoan   | 45         | 0          |                 | 2               | 0               |                    | 12                 | 0                  |             | -           | -           | 59     | 0      |
| 2021-2022              | Fenerbahçe             | SL                     | 31         | 1          | TK              | 1               | 0               | UEL+UECL           | 6+2                | 0                  | -           | -           | -           | 40     | 1      |
| 2022-2023              | Napoli                 | A                      | 35         | 2          | CI              | 1               | 0               | UCL                | 9                  | 0                  | -           | -           | -           | 45     | 2      |
| 2023-2024              | Bayern Monaco          | BL                     | 25         | 1          | CG              | 1               | 0               | UCL                | 9                  | 0                  | SG          | 1           | 0           | 36     | 1      |
| 2024-2025              | Bayern Monaco          | BL                     | 25         | 2          | CG              | 3               | 0               | UCL                | 6                  | 1                  | Cmc         | 0           | 0           | 34     | 3      |
| Totale Bayern Monaco   | Totale Bayern Monaco   | Totale Bayern Monaco   | 50         | 3          |                 | 4               | 0               |                    | 15                 | 1                  |             | 1           | 0           | 70     | 4      |
| Totale carriera        | Totale carriera        | Totale carriera        | 230        | 9          |                 | 10              | 0               |                    | 50                 | 1                  |             | 1           | 0           | 291    | 10     |

### Cronologia presenze e reti in nazionale
| Cronologia completa delle presenze e delle reti in nazionale ― Corea del Sud | Cronologia completa delle presenze e delle reti in nazionale ― Corea del Sud | Cronologia completa delle presenze e delle reti in nazionale ― Corea del Sud | Cronologia completa delle presenze e delle reti in nazionale ― Corea del Sud | Cronologia completa delle presenze e delle reti in nazionale ― Corea del Sud | Cronologia completa delle presenze e delle reti in nazionale ― Corea del Sud | Cronologia completa delle presenze e delle reti in nazionale ― Corea del Sud | Cronologia completa delle presenze e delle reti in nazionale ― Corea del Sud |
| Data                                                                         | Città                                                                        | In casa                                                                      | Risultato                                                                    | Ospiti                                                                       | Competizione                                                                 | Reti                                                                         | Note                                                                         |
| ---------------------------------------------------------------------------- | ---------------------------------------------------------------------------- | ---------------------------------------------------------------------------- | ---------------------------------------------------------------------------- | ---------------------------------------------------------------------------- | ---------------------------------------------------------------------------- | ---------------------------------------------------------------------------- | ---------------------------------------------------------------------------- |
| 31-8-2017                                                                    | Seul                                                                         | Corea del Sud                                                                | 0 – 0                                                                        | Iran                                                                         | Qual. Mondiali 2018                                                          | -                                                                            | 84’                                                                          |
| 5-9-2017                                                                     | Tashkent                                                                     | Uzbekistan                                                                   | 0 – 0                                                                        | Corea del Sud                                                                | Qual. Mondiali 2018                                                          | -                                                                            |                                                                              |
| 27-1-2018                                                                    | Aksu                                                                         | Corea del Sud                                                                | 1 – 0                                                                        | Moldavia                                                                     | Amichevole                                                                   | -                                                                            |                                                                              |
| 30-1-2018                                                                    | Aksu                                                                         | Corea del Sud                                                                | 2 – 2                                                                        | Giamaica                                                                     | Amichevole                                                                   | -                                                                            | 82’                                                                          |
| 3-2-2018                                                                     | Aksu                                                                         | Corea del Sud                                                                | 1 – 0                                                                        | Lettonia                                                                     | Amichevole                                                                   | -                                                                            |                                                                              |
| 24-3-2018                                                                    | Belfast                                                                      | Irlanda del Nord                                                             | 2 – 1                                                                        | Corea del Sud                                                                | Amichevole                                                                   | -                                                                            |                                                                              |
| 27-3-2018                                                                    | Chorzów                                                                      | Polonia                                                                      | 3 – 2                                                                        | Corea del Sud                                                                | Amichevole                                                                   | -                                                                            | 38’                                                                          |
| 7-9-2018                                                                     | Goyang                                                                       | Corea del Sud                                                                | 2 – 0                                                                        | Costa Rica                                                                   | Amichevole                                                                   | -                                                                            | 46’                                                                          |
| 12-10-2018                                                                   | Seul                                                                         | Corea del Sud                                                                | 2 – 1                                                                        | Uruguay                                                                      | Amichevole                                                                   | -                                                                            | 78’                                                                          |
| 16-10-2018                                                                   | Cheonan                                                                      | Corea del Sud                                                                | 2 – 2                                                                        | Panama                                                                       | Amichevole                                                                   | -                                                                            | 78’                                                                          |
| 17-11-2018                                                                   | Brisbane                                                                     | Australia                                                                    | 1 – 1                                                                        | Corea del Sud                                                                | Amichevole                                                                   | -                                                                            | 85’                                                                          |
| 31-12-2018                                                                   | Abu Dhabi                                                                    | Arabia Saudita                                                               | 0 – 0                                                                        | Corea del Sud                                                                | Amichevole                                                                   | -                                                                            |                                                                              |
| 7-1-2019                                                                     | Dubai                                                                        | Corea del Sud                                                                | 1 – 0                                                                        | Filippine                                                                    | Coppa d'Asia 2019 - 1º turno                                                 | -                                                                            |                                                                              |
| 11-1-2019                                                                    | al-'Ayn                                                                      | Kirghizistan                                                                 | 0 – 1                                                                        | Corea del Sud                                                                | Coppa d'Asia 2019 - 1º turno                                                 | 1                                                                            |                                                                              |
| 16-1-2019                                                                    | Abu Dhabi                                                                    | Corea del Sud                                                                | 2 – 0                                                                        | Cina                                                                         | Coppa d'Asia 2019 - 1º turno                                                 | 1                                                                            |                                                                              |
| 22-1-2019                                                                    | Dubai                                                                        | Corea del Sud                                                                | 2 – 1 dts                                                                    | Bahrein                                                                      | Coppa d'Asia 2019 - Ottavi di finale                                         | -                                                                            |                                                                              |
| 25-1-2019                                                                    | Abu Dhabi                                                                    | Corea del Sud                                                                | 0 – 1                                                                        | Qatar                                                                        | Coppa d'Asia 2019 - Quarti di finale                                         | -                                                                            | 9’                                                                           |
| 22-3-2019                                                                    | Ulsan                                                                        | Corea del Sud                                                                | 1 – 0                                                                        | Bolivia                                                                      | Amichevole                                                                   | -                                                                            |                                                                              |
| 26-3-2019                                                                    | Seul                                                                         | Corea del Sud                                                                | 2 – 1                                                                        | Colombia                                                                     | Amichevole                                                                   | -                                                                            |                                                                              |
| 6-6-2019                                                                     | Pusan                                                                        | Corea del Sud                                                                | 1 – 0                                                                        | Australia                                                                    | Amichevole                                                                   | -                                                                            |                                                                              |
| 11-6-2019                                                                    | Seul                                                                         | Corea del Sud                                                                | 1 – 1                                                                        | Iran                                                                         | Amichevole                                                                   | -                                                                            |                                                                              |
| 5-9-2019                                                                     | Istanbul                                                                     | Corea del Sud                                                                | 2 – 2                                                                        | Georgia                                                                      | Amichevole                                                                   | -                                                                            |                                                                              |
| 10-9-2019                                                                    | Aşgabat                                                                      | Turkmenistan                                                                 | 0 – 2                                                                        | Corea del Sud                                                                | Qual. Mondiali 2022                                                          | -                                                                            |                                                                              |
| 10-10-2019                                                                   | Hwaseong                                                                     | Corea del Sud                                                                | 8 – 0                                                                        | Sri Lanka                                                                    | Qual. Mondiali 2022                                                          | -                                                                            | 60’                                                                          |
| 15-10-2019                                                                   | Pyongyang                                                                    | Corea del Nord                                                               | 0 – 0                                                                        | Corea del Sud                                                                | Qual. Mondiali 2022                                                          | -                                                                            | 62’                                                                          |
| 14-11-2019                                                                   | Beirut                                                                       | Libano                                                                       | 0 – 0                                                                        | Corea del Sud                                                                | Qual. Mondiali 2022                                                          | -                                                                            |                                                                              |
| 19-11-2019                                                                   | Abu Dhabi                                                                    | Brasile                                                                      | 3 – 0                                                                        | Corea del Sud                                                                | Amichevole                                                                   | -                                                                            |                                                                              |
| 11-12-2019                                                                   | Busan                                                                        | Corea del Sud                                                                | 2 – 0                                                                        | Hong Kong                                                                    | Coppa dell'Asia orientale 2019                                               | -                                                                            |                                                                              |
| 15-12-2019                                                                   | Busan                                                                        | Corea del Sud                                                                | 1 – 0                                                                        | Cina                                                                         | Coppa dell'Asia orientale 2019                                               | 1                                                                            |                                                                              |
| 18-12-2019                                                                   | Busan                                                                        | Corea del Sud                                                                | 1 – 0                                                                        | Giappone                                                                     | Coppa dell'Asia orientale 2019                                               | -                                                                            |                                                                              |
| 5-6-2021                                                                     | Goyang                                                                       | Corea del Sud                                                                | 5 – 0                                                                        | Turkmenistan                                                                 | Qual. Mondiali 2022                                                          | -                                                                            | 84’                                                                          |
| 9-6-2021                                                                     | Goyang                                                                       | Corea del Sud                                                                | 5 – 0                                                                        | Sri Lanka                                                                    | Qual. Mondiali 2022                                                          | -                                                                            | 46’ 83’                                                                      |
| 2-9-2021                                                                     | Seul                                                                         | Corea del Sud                                                                | 0 – 0                                                                        | Iraq                                                                         | Qual. Mondiali 2022                                                          | -                                                                            |                                                                              |
| 7-9-2021                                                                     | Suwon                                                                        | Corea del Sud                                                                | 1 – 0                                                                        | Libano                                                                       | Qual. Mondiali 2022                                                          | -                                                                            |                                                                              |
| 7-10-2021                                                                    | Seul                                                                         | Corea del Sud                                                                | 2 – 1                                                                        | Siria                                                                        | Qual. Mondiali 2022                                                          | -                                                                            |                                                                              |
| 12-10-2021                                                                   | Teheran                                                                      | Iran                                                                         | 1 – 1                                                                        | Corea del Sud                                                                | Qual. Mondiali 2022                                                          | -                                                                            |                                                                              |
| 11-11-2021                                                                   | Goyang                                                                       | Corea del Sud                                                                | 1 – 0                                                                        | Emirati Arabi Uniti                                                          | Qual. Mondiali 2022                                                          | -                                                                            | 81’                                                                          |
| 16-11-2021                                                                   | Doha                                                                         | Iraq                                                                         | 0 – 3                                                                        | Corea del Sud                                                                | Qual. Mondiali 2022                                                          | -                                                                            |                                                                              |
| 27-1-2022                                                                    | Sidone                                                                       | Libano                                                                       | 0 – 1                                                                        | Corea del Sud                                                                | Qual. Mondiali 2022                                                          | -                                                                            |                                                                              |
| 1-2-2022                                                                     | Dubai                                                                        | Siria                                                                        | 0 – 2                                                                        | Corea del Sud                                                                | Qual. Mondiali 2022                                                          | -                                                                            |                                                                              |
| 24-3-2022                                                                    | Seul                                                                         | Corea del Sud                                                                | 2 – 0                                                                        | Iran                                                                         | Qual. Mondiali 2022                                                          | -                                                                            | 79’                                                                          |
| 29-3-2022                                                                    | Dubai                                                                        | Emirati Arabi Uniti                                                          | 1 – 0                                                                        | Corea del Sud                                                                | Qual. Mondiali 2022                                                          | -                                                                            | 90+2’                                                                        |
| 23-9-2022                                                                    | Goyang                                                                       | Corea del Sud                                                                | 2 – 2                                                                        | Costa Rica                                                                   | Amichevole                                                                   | -                                                                            |                                                                              |
| 27-9-2022                                                                    | Seul                                                                         | Corea del Sud                                                                | 1 – 0                                                                        | Camerun                                                                      | Amichevole                                                                   | -                                                                            | 20’                                                                          |
| 24-11-2022                                                                   | Al Rayyan                                                                    | Uruguay                                                                      | 0 – 0                                                                        | Corea del Sud                                                                | Mondiali 2022 - 1º turno                                                     | -                                                                            |                                                                              |
| 28-11-2022                                                                   | Al Rayyan                                                                    | Corea del Sud                                                                | 2 – 3                                                                        | Ghana                                                                        | Mondiali 2022 - 1º turno                                                     | -                                                                            | 90+2’                                                                        |
| 5-12-2022                                                                    | Doha                                                                         | Brasile                                                                      | 4 – 1                                                                        | Corea del Sud                                                                | Mondiali 2022 - Ottavi di finale                                             | -                                                                            |                                                                              |
| 24-3-2023                                                                    | Ulsan                                                                        | Corea del Sud                                                                | 2 – 2                                                                        | Colombia                                                                     | Amichevole                                                                   | -                                                                            |                                                                              |
| 28-3-2023                                                                    | Seul                                                                         | Corea del Sud                                                                | 1 – 2                                                                        | Uruguay                                                                      | Amichevole                                                                   | -                                                                            |                                                                              |
| 7-9-2023                                                                     | Cardiff                                                                      | Galles                                                                       | 0 – 0                                                                        | Corea del Sud                                                                | Amichevole                                                                   | -                                                                            |                                                                              |
| 12-9-2023                                                                    | Newcastle upon Tyne                                                          | Corea del Sud                                                                | 1 – 0                                                                        | Arabia Saudita                                                               | Amichevole                                                                   | -                                                                            |                                                                              |
| 13-10-2023                                                                   | Seul                                                                         | Corea del Sud                                                                | 4 – 0                                                                        | Tunisia                                                                      | Amichevole                                                                   | -                                                                            | cap. 82’                                                                     |
| 17-10-2023                                                                   | Suwon                                                                        | Corea del Sud                                                                | 6 – 0                                                                        | Vietnam                                                                      | Amichevole                                                                   | 1                                                                            | 76’                                                                          |
| 16-11-2023                                                                   | Seul                                                                         | Corea del Sud                                                                | 5 – 0                                                                        | Singapore                                                                    | Qual. Mondiali 2026                                                          | -                                                                            |                                                                              |
| 21-11-2023                                                                   | Shenzhen                                                                     | Cina                                                                         | 0 – 3                                                                        | Corea del Sud                                                                | Qual. Mondiali 2026                                                          | -                                                                            |                                                                              |
| 6-1-2024                                                                     | Abu Dhabi                                                                    | Iraq                                                                         | 0 – 1                                                                        | Corea del Sud                                                                | Amichevole                                                                   | -                                                                            | 46’                                                                          |
| 15-1-2024                                                                    | Doha                                                                         | Corea del Sud                                                                | 3 – 1                                                                        | Bahrein                                                                      | Coppa d'Asia 2023 - 1º turno                                                 | -                                                                            | 13’ 72’                                                                      |
| 20-1-2024                                                                    | Doha                                                                         | Giordania                                                                    | 2 – 2                                                                        | Corea del Sud                                                                | Coppa d'Asia 2023 - 1º turno                                                 | -                                                                            |                                                                              |
| 25-1-2024                                                                    | Al Wakrah                                                                    | Corea del Sud                                                                | 3 – 3                                                                        | Malaysia                                                                     | Coppa d'Asia 2023 - 1º turno                                                 | -                                                                            |                                                                              |
| 30-1-2024                                                                    | Al Rayyan                                                                    | Arabia Saudita                                                               | 1 – 1 dts (2 – 4 dtr)                                                        | Corea del Sud                                                                | Coppa d'Asia 2023 - Ottavi di finale                                         | -                                                                            | 117’                                                                         |
| 2-2-2024                                                                     | Al Wakrah                                                                    | Australia                                                                    | 1 – 2 dts                                                                    | Corea del Sud                                                                | Coppa d'Asia 2023 - Quarti di finale                                         | -                                                                            | 90+1’                                                                        |
| 21-3-2024                                                                    | Seul                                                                         | Corea del Sud                                                                | 1 – 1                                                                        | Thailandia                                                                   | Qual. Mondiali 2026                                                          | -                                                                            |                                                                              |
| 26-3-2024                                                                    | Bangkok                                                                      | Thailandia                                                                   | 0 – 3                                                                        | Corea del Sud                                                                | Qual. Mondiali 2026                                                          | -                                                                            |                                                                              |
| 5-9-2024                                                                     | Seul                                                                         | Corea del Sud                                                                | 0 – 0                                                                        | Palestina                                                                    | Qual. Mondiali 2026                                                          | -                                                                            |                                                                              |
| 10-9-2024                                                                    | Mascate                                                                      | Oman                                                                         | 1 – 3                                                                        | Corea del Sud                                                                | Qual. Mondiali 2026                                                          | -                                                                            |                                                                              |
| 10-10-2024                                                                   | Amman                                                                        | Giordania                                                                    | 0 – 2                                                                        | Corea del Sud                                                                | Qual. Mondiali 2026                                                          | -                                                                            | cap.                                                                         |
| 15-10-2024                                                                   | Yongin                                                                       | Corea del Sud                                                                | 3 – 2                                                                        | Iraq                                                                         | Qual. Mondiali 2026                                                          | -                                                                            | cap.                                                                         |
| 14-11-2024                                                                   | Al Kuwait                                                                    | Kuwait                                                                       | 1 – 3                                                                        | Corea del Sud                                                                | Qual. Mondiali 2026                                                          | -                                                                            |                                                                              |
| 19-11-2024                                                                   | Amman                                                                        | Palestina                                                                    | 1 – 1                                                                        | Corea del Sud                                                                | Qual. Mondiali 2026                                                          | -                                                                            |                                                                              |
| Totale                                                                       |                                                                              | Presenze                                                                     | 69                                                                           |                                                                              | Reti                                                                         | 4                                                                            |                                                                              |

## Palmarès

### Club
- Campionato sudcoreano: 2

Jeonbuk Hyundai: 2017, 2018
- Campionato italiano: 1

Napoli: 2022-2023
- Campionato tedesco: 1

Bayern Monaco: 2024-2025
- Supercoppa di Germania: 1

Bayern Monaco: 2025

### Nazionale
- Giochi asiatici: 1

Giacarta-Palembang 2018
- Coppa dell'Asia orientale: 1

Corea del Sud 2019

### Individuale
- Miglior giovane della K League 1: 2

2017, 2018
- Miglior difensore della Coppa dell'Asia orientale: 1

Corea del Sud 2019
- Giocatore internazionale asiatico dell'anno: 1

2022
- Premi Lega Serie A: 1

Miglior difensore: 2022-2023
- Gran Galà del calcio AIC: 1

Squadra dell'anno: 2023
- Squadra maschile dell'anno IFFHS: 1

2023